# Nová Lhota
Nová Lhota är en ort i Tjeckien.   Den ligger i distriktet Okres Hodonín och regionen Södra Mähren, i den sydöstra delen av landet, 270 km sydost om huvudstaden Prag. Nová Lhota ligger 478 meter över havet och antalet invånare är 771.
Terrängen runt Nová Lhota är lite kuperad. Runt Nová Lhota är det ganska tätbefolkat, med 134 invånare per kvadratkilometer. Närmaste större samhälle är Uherský Brod, 18,6 km norr om Nová Lhota. I omgivningarna runt Nová Lhota växer i huvudsak blandskog.